# Alegorija Razumnosti
Alegorija Razumnosti (približno 1550–1565) je slika olje na platnu, ki je bila pripisana italijanskemu umetniku Tizianu in njegovim pomočnikom. Na sliki so tri človeške glave, vsaka obrnjena v drugo smer, nad tremi živalskimi glavami (od leve proti desni volk, lev in pes). Hranijo jo v Narodni galeriji v Londonu.
Sliko običajno razlagajo tako, da deluje na več ravneh. Na prvi ravni različne starosti treh človeških glav predstavljajo tri človekove dobe (od leve proti desni: starost, zrelost in mladost), tema, ki jo je Tizian upodobil 50 let prej v svoji Tri obdobja človeka. Različne smeri v katere gledajo, odražajo drug, širši koncept samega časa kot preteklosti, sedanjosti in prihodnosti. Ta tema se ponavlja v živalskih glavah: žival s tremi glavami (volk, lev, pes), ki predstavlja prehod časa (preteklost, sedanjost, prihodnost), je s Serapisom v Makrobijevih Saturnalijah povezana z Petrarkovim Apolonom in ikonografija se ponovi na primer v Hypnerotomachia Poliphili Francesca Colonne (1499),  Hieroglyphica Pieria Valeriana (1556) in Iconologia Cesare Ripa (1643). Tretjo raven, po kateri je slika dobila današnje ime, predlaga komaj viden napis nad portreti: EX PRÆTE / RITO // PRÆSENS PRVDEN / TER AGIT // NI FVTVRA / ACTIONĒ DE / TVRPET (latinica za 'iz izkušnje preteklosti, sedanjost deluje preudarno, da ne pokvari prihodnjih dejanj'.)
Trdili so, da so človeški obrazi dejanski portreti ostarelega Tiziana, njegovega sina Orazija in njegovega mladega nečaka Marca Vecella, ki je tako kot Orazio živel in delal s Tizianom. Erwin Panofsky v svoji klasični razstavi trdi, da je slika posebej povezana s pogajanji, povezanimi s prenosom Tizianovega premoženja na mlajše generacije, glede na njegovo bližajočo se smrt. Slika torej deluje kot vizualni nasvet trem generacijam, da pri upravljanju dediščine ravnajo previdno. Nicholas Penny je do tega zelo skeptičen in opozarja na neskladja med človeškimi glavami in drugimi dokazi o nastopanju posameznikov. Dvomi, da gre za kakršen koli osebni projekt in meni, da je »zagotovo bolj verjetno, da je bila slika naročena«.
V zadnjem času je bila slika razložena na precej različne načine. Namesto alegorije Razumnosti se je nanjo gledalo kot na alegorijo o grehu in spokornosti. Po njegovem mnenju to pomeni, da je Tizian priznal, da se je v mladosti in srednjih letih preudarno obnašal, da je to obžaloval na starost.
Kot druga skrajnost je bila slika razložena kot trditev, da je Razumnost, ki prihaja z izkušnjami in starostjo, bistven vidik umetniške prefinjenosti in presoje. Na tej interpretaciji slika torej deluje kot zavrnitev stališča, da je starost sovražnik umetniškega dosežka. Na splošno je upodobitev Tiziana na sliki s pomočnikoma Oraziom in Marcom namenjena tudi zaščiti razumnosti kontinuitete beneške delavniške tradicije.
Sliko sta Narodni galeriji leta 1966 predstavila trgovec z umetninami David Koetser in njegova žena Betty.